# Nelly Honig

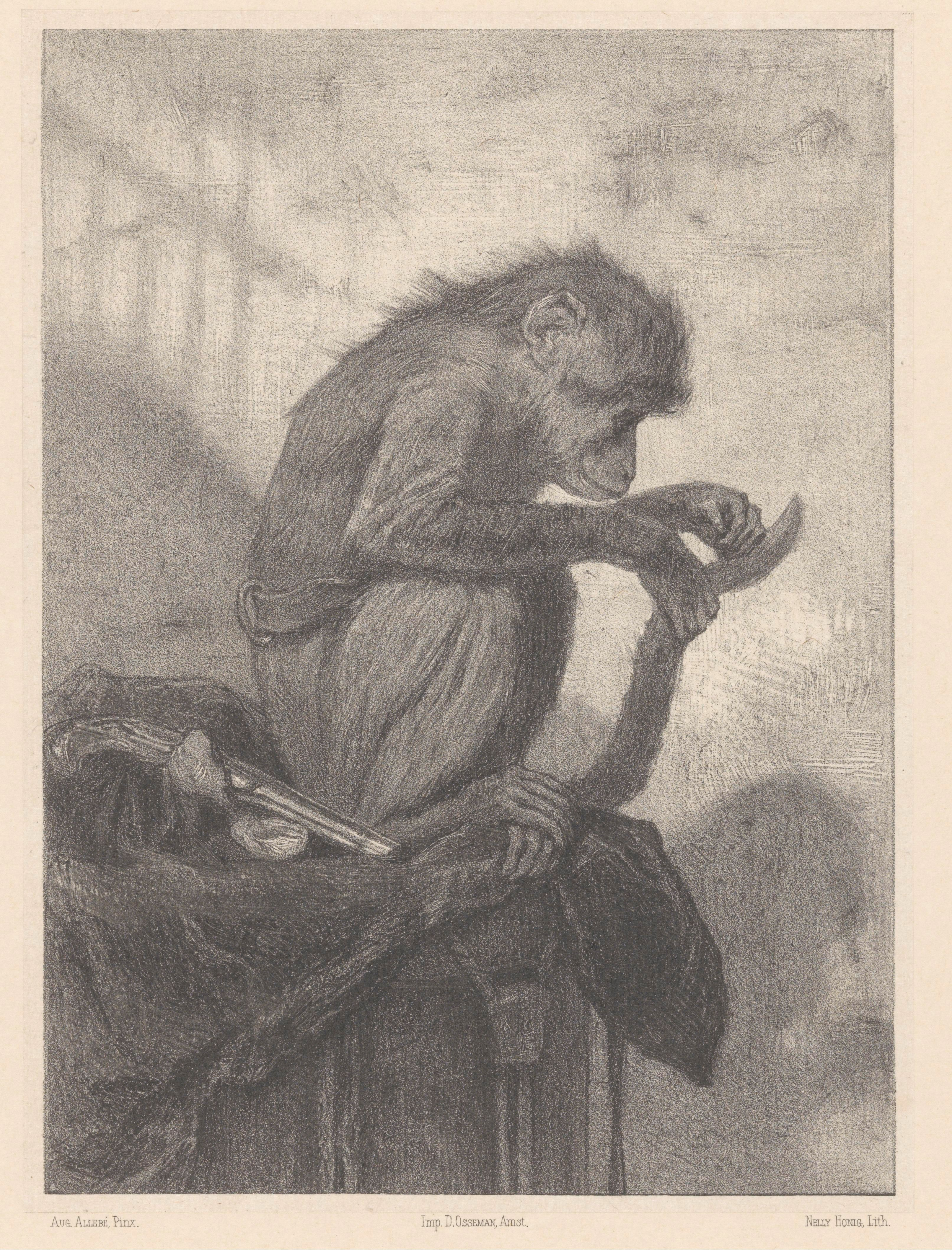
Vlooiende aap met revolver, naar 'Sims rustuurtje van August Allebé uit 1881.

Nelly Greta Honig (Helsinki, 26 oktober 1879 - Amsterdam, 7 april 1945) was een Nederlandse tekenaar, schilder en lithograaf. Honig studeerde van 1903 tot 1906 aan de Rijksakademie van beeldende kunsten in Amsterdam. Ze werd bekend met haar portretkopieën, litho's, ontwerpen voor boekbanden en bladmuziek.

## Levensloop
Honig werd geboren in Helsinki, destijds onderdeel van het Keizerrijk Rusland, als dochter van houthandelaar Albert Honig en Guurtje Dekker en woonde tien jaar in Helsinki. Ze studeerde van 1897 tot en met 1900 aan de Amsterdamse Rijksnormaalschool voor Teekenonderwijzers waar ze afstudeerde in handtekenen.
Vervolgens bezocht Honig vanaf 1903 de Rijksakademie van beeldende kunsten in Amsterdam waar ze in 1906 afstudeerde. Ze had onder meer les van professor August Allebé (1838-1927) en professor Nicolaas van der Waay (1855-1936). Allebé schreef over het lesgeven aan Honig: "Mijn lesgeven aan Juffr. Nelly Honig was louter oogenliefhebberij – iets anders dacht ik niet daarbij." Hij leerde haar lithograferen, deze litho's bevinden zich op de website Collection online van het Rijksmuseum onder de naam Nellie Honig. Honig nam in 1913 met een 'Stilleven' deel aan de tentoonstelling De Vrouw 1813 – 1913 op landgoed Meerhuizen aan de Amsteldijk in Amsterdam. Ze droeg in 1915 twee tekeningen bij aan een liber amicorum voor directeur Kerbert van Artis, zie de Beeldbank van het Stadsarchief Amsterdam.
In september 1907 werd een portret geëxposeerd op de Stedelijke Tentoonstelling van Kunstwerken van Levende Meesters in het Stedelijk Museum van Amsterdam. In 1908 werd Honig lid van de Maatschappij Arti et Amicitiae Amsterdam en ontving de Willink van Collenprijs, een premie van 150 gulden voor haar werk 'Pauze'. Honig schilderde portretten van haar ouders en haar twee zusters en broer. Bovendien kopieerde ze zes familieportretten van Wijnand Esser (1779-1860) en twee van Barend Cornelis van Randwijk (1774-1841?). De kopieën van Esser bevinden zich in de collectie van het Zaans Museum, de kopieën naar van Randwijk zijn in bezit van de Vereeniging tot uitbreiding en instandhouding der Zaanlandsche Oudheidkundige Verzameling “Jacob Honig Janszoon Junior”.
Honig ontwierp omslagen van bladmuziek voor uitgeverij G. Alsbach & Co. De Nieuwe Muziekhandel en drie Jugendstil omslagen en drie titelpagina's voor boeken van Marie Honig van uitgeverij P. van Belkum Az.
Honig heeft haar carrière als schilderes op een bepaald moment beëindigd en vond een baan als kantoorbediende. Ze overleed in Amsterdam op 7 april 1945.
- Biografisch Portaal: 37566448
- Digitale Bibliotheek voor de Nederlandse Letteren: honi025
- Nederlandse Thesaurus van Auteursnamen: 074621157
- RKD-Nederlands Instituut voor Kunstgeschiedenis: 92989
- Union List of Artist Names: 500769523
- Virtual International Authority File: 287476975
- WorldCat: E39PBJpdRB7PhkF49FQcMhhPwC